# 沢内村
沢内村（さわうちむら）は岩手県の内陸中部、秋田県との県境に位置する和賀郡（わがぐん）に存在した村である。
2005年11月1日に隣接する湯田町と合併し、西和賀町となった。

## 地理
周囲を標高1,000m級の山々が囲む盆地にあり、冬季は2m以上の積雪もある豪雪地帯である（豪雪地帯対策特別措置法に基づく特別豪雪地帯に指定）。
村の東西には、1,000m級の険しい山地があり、村はそれに挟まれた南北方向の和賀川の渓谷内にある。
- 山：和賀岳、真昼岳
- 湖沼：
- 滝：

## 歴史

### 沿革
- 1889年4月1日 - 町村制の施行により、大田村、大野村、川舟村、前郷村、猿橋村、新町村が合併し、西和賀郡沢内村が成立。
- 1897年4月1日 - 郡制の施行に伴い、東和賀郡と西和賀郡が合併して和賀郡が発足[1]。沢内村は和賀郡所属となる。
- 1961年 - 国に先駆けて深沢晟雄が乳児医療費や老人医療費の無料化を行う。
- 1963年1月1日 - 全国で初めて乳児死亡率ゼロを達成（1962年における1歳未満の乳児の死亡がゼロ）。
- 2005年11月1日 - 沢内村と和賀郡湯田町が合併し、和賀郡西和賀町となる。

## 行政

### 歴代村長
| 代 | 氏名     | 就任                      | 退任                       | 備考                  |
| -- | -------- | ------------------------- | -------------------------- | --------------------- |
| 1  | 久保義雄 | 1947年（昭和22年）4月6日  | 1951年（昭和26年）3月29日  |                       |
| 2  | 照井清   | 1951年（昭和26年）4月6日  | 1953年（昭和28年）3月29日  |                       |
| 3  | 石川包   | 1953年（昭和28年）5月10日 | 1957年（昭和32年）5月9日   |                       |
| 4  | 深沢晟雄 | 1957年（昭和32年）5月10日 | 1965年（昭和40年）1月28日  | 在任中死去            |
| 5  | 久保俊郎 | 1965年（昭和40年）2月28日 | 1973年（昭和48年）2月27日  |                       |
| 6  | 太田祖電 | 1973年（昭和48年）2月28日 | 1993年（平成5年）2月27日   |                       |
| 7  | 内記正志 | 1993年（平成5年）2月28日  | 1997年（平成9年）2月27日   |                       |
| 8  | 高橋一雄 | 1997年（平成9年）2月28日  | 2001年（平成13年）2月27日  |                       |
| 9  | 加藤昭男 | 2001年（平成13年）2月28日 | 2005年（平成17年）2月15日  | 2回目の当選直後に死去 |
| 10 | 高橋繁   | 2005年（平成17年）3月27日 | 2005年（平成17年）10月31日 |                       |

## 経済

### 産業
稲作・林業・畜産業が盛んで、その冷涼な気候からリンドウ類を中心とした花卉生産も行われる。

## 地域

### 健康

#### 病院
- ささき歯科医院
- さわうち協立診療所
- 沢内病院

#### 幼児保育施設
- 川舟保育所
- せんだん保育所
- 新町保育所

#### 老人介護施設
- かたくりの園
- ぶなの園

### 教育
- 貝沢小学校
- 川舟小学校
- 猿橋小学校
- 沢内第一小学校
- 沢内中学校

## 交通

### 鉄道
村内を鉄道路線は通っていない。鉄道を利用する場合の最寄り駅は、JR東日本北上線ほっとゆだ駅。

### バス
- 岩手県交通
  - 沢内線
    - ほっとゆだ駅前 - 湯本温泉 - 新町 - 太田 (沢内センター) - 泉沢 - 川舟 - 貝沢

  - 山伏線
    - ほっとゆだ駅前 - 湯本温泉 - 新町 - 太田 (沢内センター) - 泉沢 - 川舟 - 貝沢 - 盛岡バスセンター

### 道路
- 主要地方道
  - 岩手県道・秋田県道1号盛岡横手線
  - 岩手県道・秋田県道12号花巻大曲線

## 主要施設・観光地

### 温泉
- 沢内バーデン
- 沢内銀河高原
- 真昼温泉

### 直産
- 高下ふるさとハウス
- 高原ふれあい産直ハウス

### キャンプ施設
- 志賀来キャンプ場
  - 炊事施設1箇所、トイレ、テント、ステージ10基、ファイアーサークル1基

### スキー場
- 志賀来スキー場
  - スノーモービルランド

### 体育館
- 志賀来ドーム
  - アリーナ：人工芝の上でゲートボールやテニス、ニュースポーツなどができる。
  - 交流スペース：会議などができる。
  - 雪冷房を設置。併設の雪貯蔵庫には約45トンの雪が入っており、地下のダクトを通して送られる冷気を夏場の冷房に利用している。
- 農業高齢者創作館
  - ワラ細工、木杓子つくりやアケビ蔓、木の皮細工作成技能の継承。体験もできる。

### 遊歩道
- 生活環境保全林

## 伝統芸能・祭り・行事
- 山伏神楽
  - 前郷の坂本地区に伝わる伝統芸能。「早地峰神楽」の流れをくむものと思われる。
- 川舟田植踊
  - 川舟の田植踊り、素朴さこそが沢内の風土に根ざした踊りとしてみることができる。
- 吹雪体験ツアー（2月）
- 沢内村クロスカントリースキー大会（3月）
- スノーハイキング（3月）
- 沢内村マスターズマラソン（8月）
- さわうち雪氷まつりヤサラ（8月）
- 沢内甚句全国大会（9月）

## 名所・旧跡
- 草木供養経
  - 草木への感謝を表す石碑。
- 一字一石供養塔
  - 罪人の刑場跡であり、罪人への供養に平たい小石に経文を一文字を墨で書き記した供養塔。
- およねの像
  - 飢饉の時に年貢米の身代わりに城に上がった「お米（およね）」を偲んで建立された石像、沢内甚句に歌われる。
- ストーンサークル
  - 環状列石は小規模だが、縄文時代後期の遺跡と言われている。
- 一里塚
  - 南部藩盛岡城から秋田に至る街道に設置されており、沢内の一里塚は盛岡から数えて12番目に当たる。
- 典膳館
  - 沢内第一小学校後方の小高い丘にあり、伊達藩の家臣の片倉典膳が造ったものとも言われている。
- 弁天島
  - 和賀川に囲まれた南北100メートル、東西40メートルの舟形の中州である。中州の中央部に弁才天を祀る厳島神社が建立されており、松林が島を取り囲んだ状態になっている。夏場は涼を求める人で賑わう。
- 大銀杏
  - 高さ28メートル、周囲7メートル。銀杏の秋葉が落ちてから21日目に根雪になると言われている。
- ヤスの穴
  - マタギ（猟師）が、宿泊休憩、狩猟の際の待機場所に使用したといわれる洞窟。和賀岳山麓には数か所ある。
- カタクリ群生地
- ミズバショウ
  - 沢内では牛（ベゴ）の舌、オオバとも呼ばれる。
- ユキツバキ
  - 沢内はユキツバキの北限とされている。
- 和賀岳
- 真昼岳
- 古民家「川舟の家」

## 博物館・研究施設
- 碧祥寺博物館
- 雪国文化研究所
- 雪っこトンネル
- 深沢晟雄資料館

## 名産・特産
- 花卉栽培
  - りんどう等を1年を通じてハウス栽培による安定生産を行う。
- 銀河高原アイスクリーム・銀河高原ビール
- あけび蔓細工

## 出身有名人
- 小田島六弥（澤内村村長、岩手県議会議員常置委員、郡会議長）中山街道の開通及び澤内地方の畜産の改良等に功あり。
- 小田島喜兵衛　同六弥（澤内）   喜兵衛名は包現（かねあき）、南部氏の家士なり。資性頴悟、壮にして経済の志あり。澤内の地古来土地磽确加ふるに秋陰早寒稼穡に適せず、為めに居民鮮少久しく荊棘の蔓るに委せり。包現こゝに見る所あり、寛文の末年拓殖の業を起こし、延宝四年本内川より上水して飲料灌漑の便に供し、新町屋敷割を定め、付近に田圃を開き、以て人家群集の緒をなせり。後大野・下前・和佐内・雫石・花巻等の用水堰を開鑿す。此等の地に居住するもの其遺澤を仰がざるなし。寛永元年八月没す。   長子包伯（かねのり）、正徳二年より代官所下役となり、側ら経書を講じ、享保二年より私塾松下堂に於いて子弟の教養に努む。享保十九年父の遺志を継ぎ和賀の穴堰を開鑿せり。父子共に本郡開発上の功没すべからず。   後裔に六弥（包幸（かねゆき））あり。明敏にして世才に長ぜり。少年の頃盛岡藩校に学び、十六歳にして鹿角の役に服す。後東都に遊び、帰来育英の業に従いしが、考える所ありて、身を政界に投じたり。既にして選ばれて県議会議員となるや、常置委員として県政界に重をなし、郡会議員となりては議長に推され、常に重鎮を以って目されたり。又澤内村長として地方自治開発の為に努力すること十数年、事跡見るべきものあり。彼の中山街道の開通及び澤内地方畜産の改良等には、特に氏の功績没すべからざるものあり。晩年湯元温泉に別邸を構へ、風月に親みて余生を送りしが、大正五年二月没せり。（「和賀郡誌」(大正8年）より抜粋）
- 古沢元（プロレタリア作家）
- 深沢晟雄（元村長） - 1960年に全国初の「乳児医療費無料化制度」を導入。
  - 尚、深沢は上記にある改革を実行する前に沢内病院の改革や家庭内の意識改革を断行している。
- 高橋喜平（“雪”研究者）
- 高橋延清（森林学者・東京大学名誉教授）
- 北島璋男（沢内村議会議長） - 同村の議長を日本最長の13期、46年務めた。

## ゆかりの著名人
- 古沢まき子

## 沢内村が舞台の作品
- 『その時歴史が動いた 赤ちゃんを死なせない～乳児死亡率ゼロ・ある村の記録～』 - 当時の沢内村長の深沢晟雄が乳児死亡率をゼロにしていく様子を描いた。NHKが2007年9月19日に放送。

- 『いのちの作法－沢内『生命行政』を継ぐ者たち』 - 及川和男の著書『村長ありき－沢内村 深沢晟雄の生涯』を読んだ北上市出身の都鳥拓也と都鳥伸也の兄弟が、「これこそ世の中に伝えるべきもの」として企画したドキュメンタリー映画で、小池征人が監督を務めた。2008年初頭に完成し各地で上映会が開かれていたが、2008年11月下旬以降東京のポレポレ東中野など全国6館で上映されることが決まった。

- 『いのちの山河〜日本の青空II〜』 - 大澤豊監督作品。深沢晟雄（演：長谷川初範）の帰郷から村長としての奮闘、医療費無料化の実現と年間乳児死亡率ゼロの達成、そして早すぎる死までを描く。劇中では深沢を日本国憲法第25条（生存権）の精神を村政に生かそうとした存在として描いている。2009年以降全国各地で上映。

## 関連文献
- 太田祖電・増田進・田中トシ・上坪陽 『沢内村奮戦記 住民の生命を守る村』、あけび書房、1983年 (ISBN 4-900423-45-9)
- 菊池武雄 『自分たちで生命を守った村』、岩波書店（岩波新書）、1968年
- 及川和男 『村長ありき－沢内村 深沢晟雄の生涯』、れんが書房新社、2008年 (ISBN 978-4-8462-0341-2)